# Adrienne d'Heur
Adrienne d'Heur (alrededor de 1585- Montbéliard, 11 de septiembre de 1646) fue una mujer francesa denunciada, juzgada y condenada durante la caza de brujas que asoló Francia entre los siglos XII y XVII.

## El proceso
D'Heur era la viuda de un orfebre, Pierre Bacqueson, en Montbéliard. Sus vecinos la denunciaron como bruja, en particular a causa de su vida sexual considerada demasiado desenfrenada para la época. Fue encarcelada el 10 de agosto de 1646. Pero a diferencia de muchas de estas mujeres, a menudo con recursos económicos muy escasos e incultura, que fueron enviadas a la hoguera por herejía, ella no sólo es inteligente sino también relativamente culta.
El interrogatorio de los inquisidores comenzó el 14 de agosto y duró tres días, intentaron hacerla confesar su pacto con el diablo. Dijo a sus interrogadores que su hermano la había violado varias veces cuando tenía 12 años. Cuando le preguntaron si creía en los brujos, por ejemplo, sabía que si decía que no, la acusarían de no creer en el diablo, por oponerse al dogma de la iglesia, y si respondía que sí, la acusarían de no creer en el diablo, y por tanto de oponerse al dogma de la iglesia, le preguntarían de dónde sacaba esta sospechosa certeza: ¿conocería a los hechiceros? Entonces ella responde que cree en los brujos porque la Biblia habla de ellos. Estas respuestas, y su determinación de mantener su inocencia, obligaron a los acusadores a recurrir a otros métodos.
Fue acusada, ante 32 testigos, de la muerte repentina de un bebé que había recibido un trozo de pan de sus manos, de la ceguera de un hombre, del agotamiento de una vaca, de la ausencia de huevos en un corral durante varios días, de la muerte de un caballo, del intento de secuestro de un niño pequeño y de entrar en las puertas de ciertas propiedades y proferir gritos lastimeros.
El 31 de agosto de 1646, los inquisidores le hicieron someterse a la prueba de la aguja de plata, mediante la cual se trata de encontrar una zona diabólica en el cuerpo, un punto a veces diminuto que permanecería insensible al dolor, la marca del Satán. Este punto se encontró en la mitad de la espalda de d'Heur, debajo del omóplato. La aguja quedó clavada allí durante más de siete minutos sin que ella sintiera ni testificara ningún dolor, ni la marca del dictamen derramara sangre. Después fue sometida a torturas hasta que confesó.
Después confesó que la causa de su desgracia, aparte de haber sido violada por su hermano, es que estaba casada con un hombre al que no amaba, y al que envenenó.

Admitió haber haber sido llevada por el diablo al Sabbat, que allí las mujeres descuartizaban a los niños y luego los cocinaban en una olla, que la gente bailaba y se apareaba y menciona el hecho de que después de bailar, los diablos y las brujas a veces se apareaban con las mujeres. 
Había también juglares al son de los cuales bailaba la gente, los diablos con las mujeres y las niñas, habiendo visto que había algunas con tocados a la usanza de este país y con grandes cofias. También observó que bailaban espalda con espalda y ella bailaba con su amo, y después de bailar, los diablos a veces se apareaban con las mujeres y las niñas y las brujas con las mujeres.
 Fue condenada, el 11 de septiembre de 1646, a ser quemada viva en la hoguera por brujería.